# Kardaha (dystrykt)
Kardaha – jedna z 4 jednostek administracyjnych drugiego rzędu (dystrykt) muhafazy Latakia w Syrii.
W 2004 roku dystrykt zamieszkiwało 75 279 osób.